# Oostkolonisatie

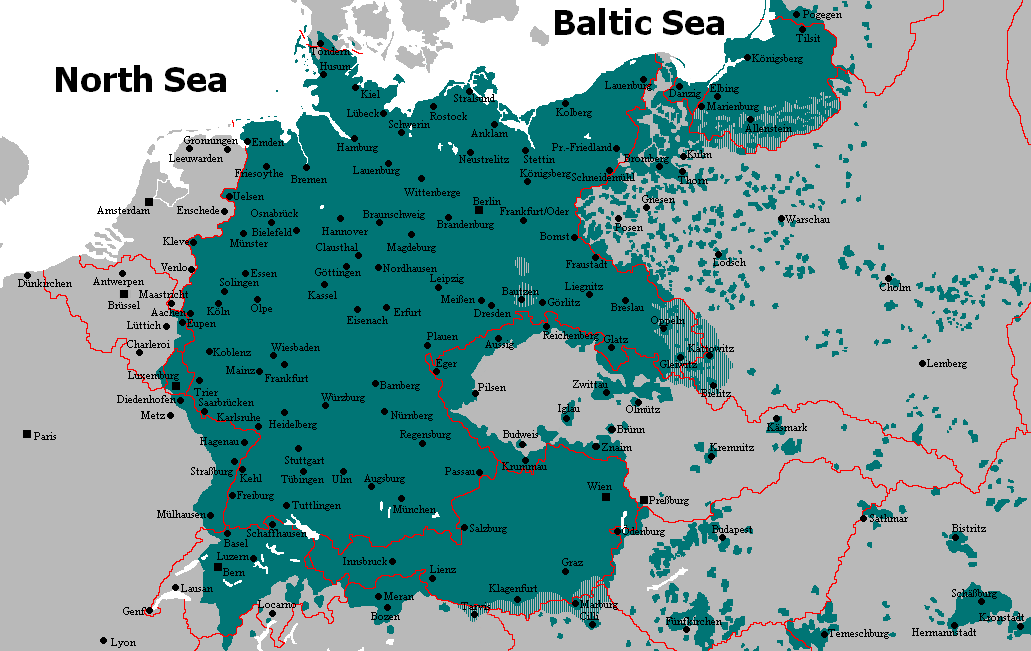
Door Oostkolonisatie schoof de oostgrens van het Hoogduitse en Nederduitse taalgebied oostwaarts en ontstonden er (Neder)Duitstalige enclaves in Centraal- en Oost-Europa

Oostkolonisatie (Duits, Ostsiedlung) was de vestiging van kolonisten uit het Heilige Roomse Rijk in Slavische en Baltische gebieden in Centraal- en Oost-Europa tijdens de middeleeuwen.
Het woord is rechtstreeks uit het Duits vertaald (men spreekt hier ook wel van Ostkolonisation). Het wordt door de meeste moderne historici afgewezen, omdat het een bezetting en exploitatie door een buitenlandse macht van in ontwikkeling lager staande landen en volken suggereert. In een aantal gevallen was daarvan wel sprake, zoals bij de verovering van de gebieden tussen Elbe en Oder door met name Saksische hertogen en de bezitneming door de Duitse Orde van het land van de Baltische Pruisen, maar in de meeste andere gebieden initieerden en stimuleerden inheemse Slavische vorsten, lagere adel en ook kloosters de kolonisatie die daar beter immigratie genoemd zou kunnen worden. Uit de Duitse landen afkomstige kolonisten en Slavische autochtonen leefden daar lang naast elkaar maar smolten ten slotte tot één bevolking samen die Duitse en Nedersaksische dialecten bezigde en uiteindelijk het Hoogduits als standaardtaal ging gebruiken. Het thema van de Oostkolonisatie wordt in de moderne geschiedenisopvatting niet meer correct bevonden, omdat het door het Duitse nationalisten in het verleden werd misbruikt. Dat zegt uiteraard niets over het historisch belang.

## De kolonisatie
De Slavische stammen die aan de oostgrenzen van het Heilige Roomse Rijk woonden, leefden meest in een positie van horigheid ten opzichte van de plaatselijke adel. Dit belemmerde de vooruitgang in landbouwtechniek en ambachtelijke vaardigheid. Het verhinderde tevens dat zich onafhankelijke steden ontwikkelden met handels- en handwerkgilden en eigen bestuur en rechtspraak.
De economische onderontwikkeling ten opzichte van westelijker streken in Europa, leverde de Slavische adel veel macht maar weinig geld op, omdat de belastingheffingen navenant beperkt bleven. Hun militaire kracht was niet opgewassen tegen de expansie van de adel in het Duitse Rijk en met het toenemen van contacten in de Duitse landen werden de Slavische hertogen en koningen zich daarvan bewust. Zij besloten op grote schaal kolonisten uit het westen aan te werven tegen aantrekkelijke voorwaarden, zoals belastingvrijdom voor een aantal beginjaren, vrije grondeigendom en eigen rechtspleging. Grondschenkingen werden vooral gedaan in de vorm van woeste gronden (bosland en moeras), onder de voorwaarde dat deze in cultuur gebracht zouden worden.

### Eerste fase, sinds de 9e eeuw
De eerste, gewelddadige kolonisatiefase was de verovering door meest Saksische hertogen van het gebied tussen de Elbe, aansluitend daarop de Saale en de Oder, van eind 10e tot begin 12e eeuw.
De Slavische bevolking werd met geweld gekerstend en de kolonisten vestigden zich onder militaire bescherming. Dat lokte weer opstanden uit die pas ophielden aan het einde van de 12e eeuw, toen de Slavische vorsten definitief verslagen waren of na kerstening opgingen in de Duitse adelstand. De Slavische bevolking behield lang een lagere rechtspositie maar zou uiteindelijk assimileren. In de 16e eeuw leefden nog Slavisch-sprekenden in afgelegen delen van Mecklenburg en tot op heden wonen er nog Sorben in Saksen (de Lausitz).
Ook begon eind 12e eeuw de kolonisatie in Zevenburgen ofwel Transsylvanië.

### Tweede fase, sinds de 12e eeuw
De tweede, vreedzame kolonisatiefase begon na 1220 en vloeide door tot in de 14e eeuw. Zij vond plaats ten oosten van de Oder in Silezië en Pommeren en oostelijker in het koninkrijk Polen. Nadat de agrarische revolutie in de 11de en 12e eeuw in West-Europa had plaatsgevonden en daar de bevolking had verdubbeld, vond zij ook in Midden-Europa plaats. De oorzaken waren dezelfde: een verbetering van de klimatologische omstandigheden, landbouwtechnische vooruitgang ten gevolge van verbetering van de werktuigen en de toepassing van molens, zowel in de bewerking van graan als de verwerking van hout, de ontwatering van moerassen en kanalisering van waterlopen, het rooien van struikgewassen, de toepassing van wisselsystemen in het bodemgebruik, de verkavelingen en afgrenzingen. Een juridische verduidelijking van bezitsrechten en andere rechtsposities (erfrecht) maakte het mogelijk nieuwe gronden te ontginnen en een hogere bodemopbrengst te verwezenlijken. De verbetering van rechtsposities stimuleerde ondernemingslust onder voorheen horige boeren en bracht ondernemers ertoe te investeren. Niet alleen deze investeerders organiseerden de kolonisten en voerden ze onder hun leiding naar het oosten maar ook geestelijke orden zochten nieuwe kloosters te stichten met de exploitatie van landbouwgronden voor hun onderhoud. Met name de cisterciënzers breidden hun bezit uit in het oosten en kregen daarvoor steun en ruime landtoewijzingen van de hogere adel.
In wezen was de Oostkolonisatie een verbreiding van de landbouwtechnische beschaving die zich in het westen al had voltrokken, met name in Noord-Frankrijk en vervolgens in het westen van het Duitse Rijk was overgenomen om van daaruit oostwaarts verder te gaan met boeren die nieuw land zochten. De snelle bevolkingsgroei in het noordwesten van het Duitse Rijk en dat betekent de Nederlanden inbegrepen, een gevolg van de toegenomen voedselproductie, veroorzaakte een schaarste aan grond. Toename van landbouwproductie stimuleerde op haar beurt ook weer handel en handwerk en maakte het noodzakelijk deze via een netwerk van nieuwe steden te coördineren. In Midden-Europa organiseerden kloosters en Slavische vorsten de kolonisatie, gemotiveerd door de verwachte toename van hun belastinginningen en geïnspireerd door de eerdere successen in het gebied tussen Elbe en Oder. In betrekkelijk korte tijd werden planmatig vele honderden dorpen en vele tientallen steden gesticht door boeren en handwerkers uit het overbevolkte westen van het Duitse Rijk. Onder leiding van locatoren, die contracten hadden gesloten met adellijke grondbezitters ter plaatse, trokken zij naar het oosten, gedreven door een tekort aan bewerkbare landbouwgrond in hun gebied van afkomst en aangetrokken in de kolonisatiegebieden door een gunstige, betrekkelijk vrije, rechtspositie, die hen nog lang zou onderscheiden van de langer horig blijvende Slavische bevolking. De sage van de rattenvanger van Hamelen zou een verhaal kunnen zijn over een locator die jonge mensen ronselde als kolonisatoren in het oosten.
Rond 1300 woonden er in de kolonisatiegebieden al meer kolonisten en hun afstammelingen dan Slavische autochtonen en twee eeuwen later waren ze bijna overal samengesmolten tot een nieuwe bevolking, grotendeels een of andere variant van het Duits of Nederduits sprekend. De groepen kolonisten die zich in het toenmalige midden en zuidelijke Polen hadden gevestigd, waren al in de 16e gepoloniseerd. Anderzijds, in het zuiden van Mecklenburg (de Jabelheide) en in de Saksische Lausitz bleven tot in de 17e respectievelijk 20e eeuw Slavischtalige gemeenschappen bestaan. Ten oosten van de Oder bestonden naast overwegend Duitstalige nog lange tijd enkele taalgemengde streken zoals in het gebied ten zuiden van Breslau en in oostelijk Achter-Pommeren waar de laatste Slavischsprekende dorpen pas 17e respectievelijk 19e eeuw op het Duits overgingen. De nationale interpretatie van de geschiedenis heeft de oostkolonisatie in een tegenstelling tussen Duitsers en Polen c.q. Tsjechen gesteld maar dat is een anachronisme. Het begrip Duitser was in de middeleeuwen veelomvattend en ook Nederlanders en Vlamingen vielen eronder. Wat taal betreft spraken de kolonisten vele varianten van het Duits en konden zij elkaar onderling nauwelijks verstaan als hun afkomst geografisch ver uit elkaar lag. Ook Polen en Tsjechen bestonden niet als natie en het was vooral de adel die zich met deze aanduiding benoemde en onderscheidde.
In het land van de Pruisen, dat niet tot het Poolse koninkrijk behoorde, was wel sprake van kolonisatie op basis van militaire expansie. Daar vestigde de geestelijk-adellijke Duitse Orde zijn eigen staat en koloniseerde deze met stedelingen en boeren uit het noorden van Duitsland, de Nederlanden en Silezië. De laatsten waren de jonge generatie van eerdere kolonisten die zich vanuit Saksen in Silezië hadden gevestigd, maar een groeiend bevolkingsoverschot dwong hen in het noorden nieuwe vestigingsplaatsen te zoeken.
De kolonisten kwamen uit gebieden in Duitsland, Oostenrijk, Nederland en België die deel uitmaakten van het Heilige Roomse Rijk. Wat Duitsland betreft kwamen ze vooral uit Westfalen en Franken. Friese, Hollandse en Vlaamse kolonisten werden in de Nederlanden geworven als inpolderaars en bedijkers langs de kusten en rivieren en in de delta's van Elbe, Oder en Weichsel. Een concentratie van Vlamingen zocht een nieuw bestaan in de naar hun genoemde Fläming, de landstreek tussen Berlijn en Dresden.
Een apart element in de kolonisatie was de verbreiding van het zogenaamde Duitse stadsrecht. De steden verbonden zich met grote steden in het westen zoals Lübeck, Maagdenburg en Neurenberg waaraan ze hun rechtsvormen ontleenden en die hen konden beschermen tegen feodale machtsaanspraken. Tot ver in Polen, het Balticum, Hongarije en Slowakije werd dit stadsrecht geschonken aan steden waar zich kolonisten vestigden.
Waar de Duitstalige burgerij in Polen alleen een bovenlaag van stedelijk patriciaat vormde, werd zij in de 15e eeuw geassimileerd. In de steden van het koninkrijk Bohemen werd het Duitstalige patriciaat tezelfdertijd door de Hussieten met geweld bestreden en verdreven. In de Baltische landen - het huidige Estland en Letland - handhaafden Duitstalige stadsburgerijen tot aan het einde van de 19e eeuw hun dominantie.
In het Oostzeegebied vormde het stedelijke Hanzeverbond, uitgaande van Lübeck, vanaf de 14e eeuw de grootste burgerlijke macht. Het was vergelijkbaar met die van de Vlaamse en Noord-Italiaanse steden.
Door de kolonisatie vervijfvoudigde de bevolking zich tot ca. 1350 in een tijdsbestek van twee eeuwen. Daarna volgde echter een halvering ten gevolge van de Zwarte Dood, verslechtering van het klimaat en uitputting van schrale gronden. De eerst vrije, maar nu verarmde boeren en zelfs de kleinere steden moesten steeds meer van hun rechten verkopen aan de adel. Pommerse boeren ontvluchtten daarom hun land. In dit opzicht vond een her-feodalisering plaats. De economie stagneerde en alleen enkele grotere steden, zoals Danzig, Stettin en Breslau, ontwikkelden zich verder, wat weer ten koste ging van de kleinere steden.

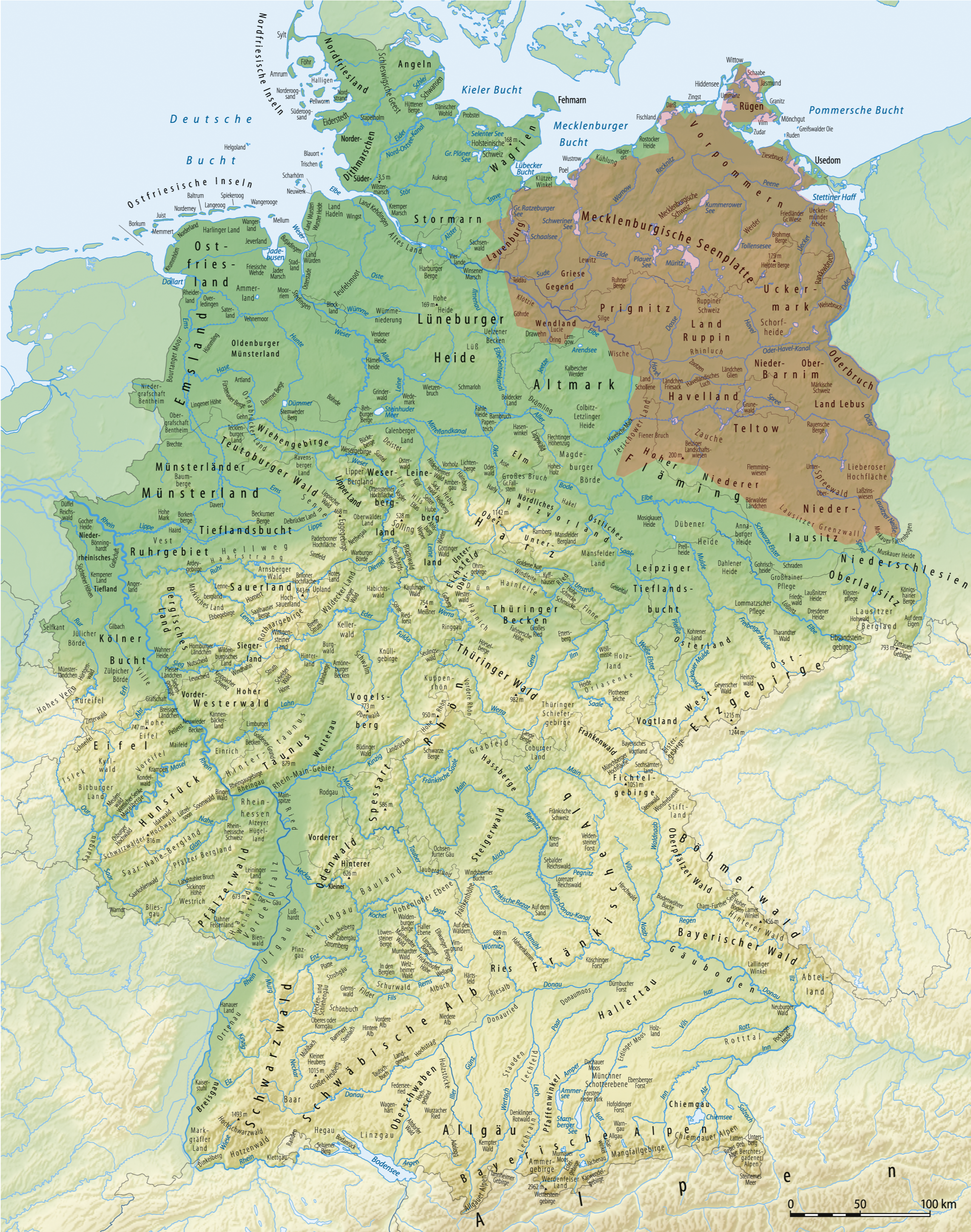
Verspreidingsgebied van plaatsnamen met -ow

In een groot gebied in het noordoosten van Duitsland is aan de hand van plaatsnamen nog te herkennen welke gebieden oorspronkelijk Slavisch waren. Een belangrijk herkenningsteken zijn plaatsnamen op -itz en -ow, soms verduitst tot -au. Nieuwe Duitse dorpen die naast bestaande Slavische werden gesticht, kregen vaak dezelfde Slavische naam voorafgegaan door de prefix Groot-, terwijl het oude dorp dan Klein- genoemd werd of de prefix Wendisch- of Böhmisch- kreeg, een enkele keer in Silezië ook Polnisch-. Na 1945 werden die laatste twee toevoegingen verwijderd, omdat in de nieuwe geschiedenisopvattingen geen herinnering aan de middeleeuwse kolonisatie mocht blijven voortbestaan.

### Derde fase, sinds de 16e eeuw
Een derde, kleinere kolonisatiefase begon in de 16e eeuw. Ze baseerde zich op mijnbouw en ijzergieterijen, steenbakkerijen en glasblazerijen. Vooral handwerkers uit Saksen deden hieraan mee. Zij vestigden zich in het Erts-, Sudeten- en Reuzengebergte en langs de Karpaten, zowel aan de Poolse als aan de Slowaakse zijde.
Vanuit de Nederlanden kwam eind 16e eeuw een stroom van mennonitische vluchtelingen op gang, op de vlucht voor vervolging door zowel calvinisten als katholieken. Zij vestigden zich rond Danzig in de delta van de Weichsel, die ontvolkt was geraakt tijdens de oorlog tussen Polen en de Duitse Orde van 1519-1521 en door een overstroming in 1540. Ook verderop langs de Weichsel tot aan en rondom de stad Thorn vestigden zich Mennonieten in de uiterwaarden, die zij met bedijkingen drooglegden. Vanwege hun kennis van ontwateringstechnieken werden aan hun speciale vrijheden toegekend. Deze Weichselmennonieten kregen in hun dorpen, door de Polen Olędrzy (Holländereien) genoemd, een autonome rechtspleging en vrijheid van onderwijs en geloof.
Tezamen met de Duitsers in ruimere zin kwamen ook Joden uit het Duitse Rijk naar het oosten. Zij vestigden zich in gescheiden gemeenschappen in de steden en, met name Breslau, Krakau, Poznan, Lemberg en Lublin en leefden van hun handelsrelaties die geografisch verliepen tussen de West- en Midden-Europese steden en Constantinopel en Alexandrië. Mede door pogroms en verbanning uit hun woonplaatsen verspreidden zij zich over kleinere steden in een groter gebied. Hun voorlopig nog beperkte aantal nam zeer sterk toe in de 16e eeuw en weldra zouden zij een tiende deel of meer vormden van de bevolking van wat het grondgebied van Galicië, Oekraïne, Wit-Rusland en Litouwen is. Omdat zij de taal van hun gebied van afkomst, met name het Rijnland, spraken werden zij vaak onder een noemer gesteld met de Duitstalige kolonisten en door Poolse gezaghebbers als een germaniserend element ervaren.
Eind 18e eeuw volgde nieuwe stromen kolonisten uit Saksen en Silezië die tot ver in Polen huisindustrieën vestigden op basis van textielverwerking, een bedrijfstak die hier en daar uitgroeide tot een moderne fabrieksindustrie, zoals met name in en rond Lodz (het Poolse Manchester). In dezelfde periode kwam zuidelijker ook een stroom boerenkolonisten naar het oosten op gang, nu uit de zuidwestelijke Duitse landen. De Habsburgse keizers, de Russische tsaren en ook de regionale kerkelijke en adellijke grootgrondbezitters nodigden deze verarmde, landloze boeren en arbeiders uit naar ontvolkte grensgebieden die rond 1700 op de Turken waren veroverd. Deze kolonisten kregen land en ruime vrijheden en voorrechten waartegenover zij zich in de Habsburgse grensgebieden met het Turkse Rijk (onder andere Vojvodina, Banaat) verplichtten tot een permanente beschikbaarheid voor de militaire dienst met het oog op de dreiging van de legers van de Sultans. De kolonisten in het Habsburgse Rijk werden naar hun herkomstgebied Zwaben genoemd. Voor die in Oekraïne, zie ook Ruslandduitsers.

### Samenvatting in perioden en getallen
Wat als de Oostkolonisatie wordt aangeduid, strekte zich over vele eeuwen en in vele vormen uit. De eerste fase speelde zich in de 12e eeuw af en de grondslag van de dynamische tweede fase werd gelegd tussen ca. 1225 en 1275. De geografische uitwerking was zeer omvangrijk. In het noorden strekte ze zich hemelsbreed over 800 km uit vanaf de Elbe bij Hamburg tot over Mecklenburg, Pommeren, West- en Oost-Pruisen tot in Litouwen. In de zone daaronder verliep ze vanaf de Elbe bij Maagdenburg over Brandenburg maar ze kwam na in totaal 250 km al tot staan omdat ze daar stuitte op een dichte Slavische bevolking rond Poznań welke zich daar in een Pools koninkrijk organiseerde. De zone daaronder verliep over 600 km vanaf de Saale (Thüringen) over Saksen en Silezië tot in de Beskiden zuidelijk van de Poolse koningsstad Krakau. In Bohemen en Moravië vormden de Slavische Tsjechen, zoals de Polen, ook al vroeg een eigen koninkrijk dat de opname van kolonisten hier beperkte tot de steden. Alleen de nauwelijks bewoonde randgebieden (zoals het Sudetenland) zouden hier gekoloniseerd (kunnen) worden. In de zuidelijkste zone begon de kolonisatie in Beieren en zij strekte ze zich vanaf de Enns 200 km uit over Oostenrijk tot voorbij Wenen en zuidelijker naar Graz. In al deze gebieden bleef nog enkele eeuwen lang een juridisch en economisch gemarginaliseerde Slavische restbevolking bestaan die pas in de 16e eeuw linguïstisch opgenomen was in de talrijke regionale bevolkingsgroepen met hun variëteit aan zeer uiteenlopende Duitse dialecten. Schattingen van het aantal kolonisten belopen een half miljoen, evenveel als de Slavische bevolking. Zij verveelvoudigden zich in enkele generaties en vermengden zich met elkaar. Na 1350 halveerde de bevolking overigens door de pestepidemie, uitputting van de bodem en economische neergang. Langzaam kwam daarin verbetering maar tijdens de Dertigjarige Oorlog halveerde in de 17e eeuw de bevolking van Midden-Europa opnieuw. In de 17e en 18e eeuw volgde een tweede, in omvang veel geringere, stroom kolonisten, voornamelijk arme boeren uit Midden-Duitsland die, aangetrokken door grondbezitters, door oorlog en epidemieën ontvolkte en tot dan toe nauwelijks bewoonde, moerasgebieden, heidevelden en bossen ontgonnen in de zones tussen Slavisch- en Duitstaligen. De Oostkolonisatie had niet alleen een etnografische vorm maar ook een geo-politieke. De gekoloniseerde gebieden sloten zich aan bij het Duitse Rijk omdat de regionale Slavische vorsten zich inpasten in het feodale systeem van dat rijk en de Duitse keizer als hun soeverein erkenden. Om te beginnen de hertogen van Mecklenburg en vervolgens die van Pommeren en ten slotte de hertogen (piasten) in Silezië die hun banden met de Poolse koningen doorsneden. De nieuw gestichte kolonisatiesteden gingen deelnemen aan stadsverbanden die hun zwaartepunt hadden in het Duitse Rijk, zoals met name de Hanze. In het begin van de 20e eeuw woonden in de ooit gekoloniseerde en bij Duitsland en Oostenrijk aangesloten gebieden 30 miljoen mensen. In de jaren 1945-1948 werd de voormalige Oostkolonisatie grotendeels weer teruggedrongen door Polen en Tsjechoslowakije door 10 tot 15 miljoen Duitstaligen  over de nieuwe staatsgrenzen naar het westen uit te zetten. Ook de historisch-geografische herkenbaarheid is verdwenen omdat met name in Polen en Tsjechoslowakije alle historische plaats- en streeknamen zijn vervangen, soms in taalkundig moderne Slavische vormen, waar het oorspronkelijk Slavische namen betreft, maar ook door vertalingen of geheel nieuwe namen waar het oorspronkelijk Duitse namen betreft. Per saldo: alleen het gebied van de voormalige DDR en het oosten van Oostenrijk kunnen nu nog beschouwd worden als een resultaat van de middeleeuwse Oostkolonisatie en dan tot haar eerste fase beperkt.

## Politisering
Het thema oostkolonisatie werd in de 19e eeuw gepolitiseerd en kwam in een kwade reuk te staan. Voor het Duitse nationalisme stond het gelijk aan beschavingsarbeid vanuit de Duitse meerderwaardigheid ten opzichte van de Slavische volken. Het nationalisme van deze volken zag er daarentegen uitbuiting en vernietiging van de eigen cultuur in. In de nationale polemiek werden de Duitstaligen na zeven eeuwen nog steeds voorgesteld als vreemde indringers en kolonisten van Slavische bodem. In feite waren de betrokken gebieden na een eeuwenlange periode van bewoning door Duitse en Slavische volksgroepen in de 17e eeuw Duits van cultuur geworden (zie germanisering). Enkele perifere restgroepen bleven langer Slavisch van taal: in Mecklenburg tot in de 18e eeuw, in oostelijk Achter-Pommeren tot in de 19e eeuw, in Opper-Silezië tot 1945. In Saksen, waar ten noordoosten van Dresden een compacte groep zogeheten Sorben woont, tot na 1945.
Na 20e-eeuws gewelddadig Duits imperialisme door de nationaalsocialistische bezetting en terreur, vond de massale verdrijving van Duitsers na de Tweede Wereldoorlog plaats (zie ook etnische zuivering). Uit dit deel van Europa werden daarmee zeven eeuwen geschiedenis tussen 1200 en 1945 uitgewist alsof zij niet had bestaan of slechts een tijdelijke Duitse bezetting was geweest. Het is echter juist de huidige bevolking die zich als Poolse of Tsjechische eigentijdse kolonisten na 1945 en na verdrijving van de autochtone bevolking in deze gebieden heeft gevestigd. In de nationale retoriek wordt dat dan toch weer gelegitimeerd als de bevrijding van de nationale voorouderlijke bodem van vreemde indringers en bezetters.
Duitse, Poolse en Tsjechische historici vinden elkaar anno 2023 in het herstellen van een reëel en gezamenlijk geschiedenisbeeld, vrij van de volgens nationalistische ideologieën vervormende interpretaties uit de 19e en 20e eeuw. Maar het naoorlogse taboe op het thema Ostkolonisation is in Duitsland nog steeds bepalend in de omzichtigheid waarmee de geschiedenis van het voormalige oosten van Duitsland wordt behandeld. In Polen is na een periode van toenadering weer afstand geschapen in de door wetgeving strafbaar gestelde beledigen van de nationale eer en trots en deze schrijft ook het correct aanduiden voor van het huidige Poolse staatsgebied en de daarin gelegen steden als historisch nationaal bezit. Alleen bevrijd van nationale politisering kan de geschiedenis in een algemene Europese ontwikkeling geplaatst worden. In omvang en uitwerking blijft de Oostkolonisatie uniek en zeer bepalend voor cultuurhistorische vormgeving van oostelijk Midden-Europa.

## Slavisch-Duitse culturele mengvormen

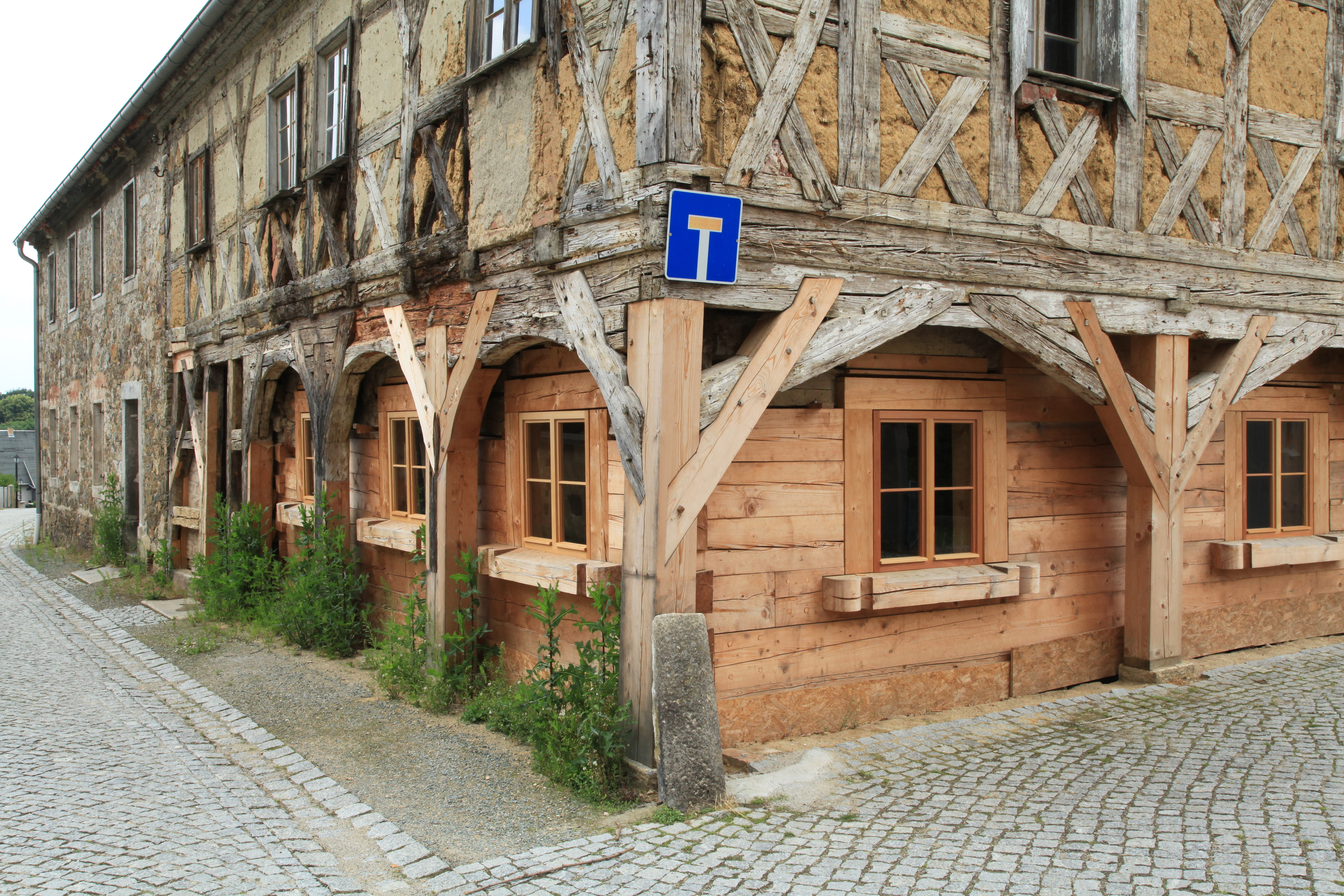
Zgn. kerkschool te Weißenberg (Oberlausitz)
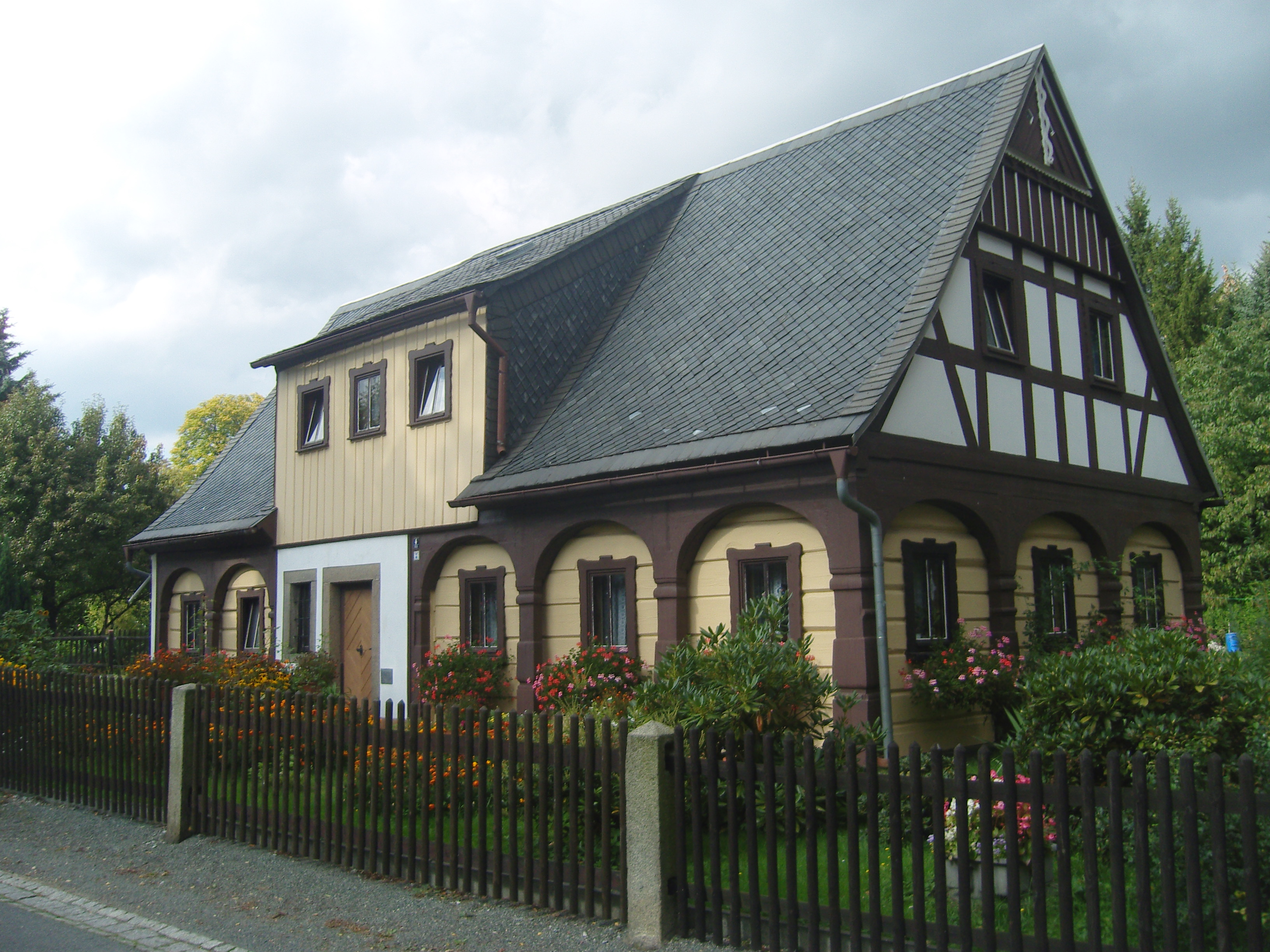
Wevershuis, type Umgebindehaus, met bliksemslang[2], Ebersbach (Saksen)

De Oostkolonisatie heeft tot het ontstaan van enige Slavisch-Duitse mengverschijnselen op het gebied van cultuur, economie en bouwkunst geleid. Een voorbeeld hiervan in de bouwkunst is het zogenaamde Umgebindehaus. Een Slavisch houten blokhuis werd ingebouwd in een vakwerkhuis naar Duitse traditie. Deze manier van bouwen werd nog tot in de 19e eeuw in de grensgebieden van Duitse en Slavische culturele invloeden toegepast. Veel huizen van dit type staan in Großschönau (Saksen).
De Duitse taal en de Slavische talen hebben ook woorden van elkaar overgenomen. Het Poolse woord granica is in het Nederlandse woord grens, met dezelfde betekenis, nog te herkennen. Het woord ploeg ( landbouwwerktuig) is in o.a. het Pools overgenomen (pług). Verder zijn veel Slavische geografische namen in later Duits geworden streken gehandhaafd, waaronder plaatsnamen op -ow en verscheidene rivier- en gebergtenamen.